# Queue de Charrue
Queue de Charrue is de naam van een aantal Belgisch bieren. Ze worden gebrouwen voor Brouwerij Vanuxeem, vroeger een brouwerij, maar nu een bierfirma te Ploegsteert, een deelgemeente van Komen-Waasten in de Waalse provincie Henegouwen, op de grens met West-Vlaanderen en Frankrijk.

## Achtergrond
Brouwerij Vanuxeem bestaat sinds 1906 en brouwde uiteenlopende bieren. In 1966 werd de productie echter stilgezet. In 1986, het jaar van het bier, startte Vanuxeem terug met het op de markt brengen van bier - zij het niet meer ter plaatse gebrouwen – en werd het eerste Queue de Charrue-bier gelanceerd.
De naam “Queue de Charrue” is een letterlijke Franse vertaling van de naam van de gemeente waar de brouwerij is gevestigd: Ploegsteert (queue = staart en charrue = ploeg). Ploegsteert heeft geen officiële Franse naam en is een Franstalige gemeente met faciliteiten voor Nederlandstaligen.

## De bieren
Er zijn 4 varianten:
- Queue de Charrue Ambrée is een amberkleurig bier van hoge gisting met een alcoholpercentage van 5,6%. Dit bier werd gelanceerd in 1998. Het wordt in opdracht van bierfirma Vanuxeem gebrouwen door Brasserie du Bocq te Purnode.
- Queue de Charrue Blonde is een blond bier van hoge gisting met een alcoholpercentage van 6,6%. Dit bier werd gelanceerd in 2009. Het wordt in opdracht van bierfirma Vanuxeem gebrouwen door Brasserie du Bocq te Purnode.
- Queue de Charrue Brune is een oud bruin bier van hoge gisting met een alcoholpercentage van 5,4%. Dit was het eerste Queue de Charrue-bier en werd in 1986 gelanceerd. Het wordt in opdracht van bierfirma Vanuxeem gebrouwen door Brouwerij Verhaeghe te Vichte. Het bier rijpt 18 maanden op eiken vaten.
- Queue de Charrue Triple is een blond bier van hoge gisting met een alcoholpercentage van 9%. Dit bier werd gelanceerd in 1992. Het wordt in opdracht van bierfirma Vanuxeem gebrouwen door Brouwerij Van Steenberge te Ertvelde.